# Ненад Константиновић
Ненад Константиновић (Београд, 9. јул 1973) је српски политичар. Био је потпредседник Социјалдемократске странке.
Године 2020. напушта Социјалдемократску странку и постаје један од оснивача странке Србија 21.
Од 1996. до 1997. био је потпредседник Главног одбора Студентског протеста. Од 1997. до 1998. потпредседник Студентског парламента. Оснивач и председник Управног одбора Отпор-а.